# El tío Cyp y la Tía Sap Brasfield
Laurence Lemarr Brasfield (1° de marzo de 1898 - 9 de septiembre de 1966) y Neva Inez Fisher Brasfield  (14 de marzo de 1889 - 19 de marzo de 1980), mejor conocidos como el Tío Cyp y la Tía Sap, fueron una pareja norteamericana de comedia country cuyas carreras comenzaron a finales de segunda década del siglo XX. abarcaron el género de comedia  Vodeviil en las cadenas de televisión. Lurence actuó en Broadway, la pareja casada tuvo papeles estelares en cientos de actuaciones dramáticas y de comedia en los escenarios de las carpas del sur y medio oeste antes de unirse a la cadena ABC-TV en Ozark Jubilee de 1955–1960.  

## Biografías

### Laurence "Boob" Brasfield
Laurence Brasfield nació en Smithville, Mississippi y citó el humor de su madre Nonnie, como una gran influencia para convertirse en comediante. En 1912, a la edad de 14 años se unió al Circo Mighty Haag como monta carpas. Al siguiente año hizo comedia "blackface" en un espectáculo de caballos en fila, más tarde se unió a una empresa de Nueva Orleans, Louisiana. Pronto viajó con la carpa Redpath Chautauqua donde compartió escenario con William Jennings Bryan. Recién iniciada su carrera, adoptó el apodo de Boob. 
Durante los siguientes diez años, Brasfield apareció en Broadway y en los programas de éxito de las compañías rodantes. En 1920, tuvo un papel en Miss Lulu Bett, fue director de escena en Enter Madame donde tuvo una carrera de dos años. En 1922, se convirtió en el director de escena para el mega éxito Abie’s IrishRose en el Teatro de la República.

### Neva Brasfield
Neva I. F. Greevi nació en Luther, Míchigan, asistió tres años al Colegio Baptista de Ouachita (Ouachita Baptist College) en Arkadelphia, Arkansas. Trabajó como cajera antes de casarse con Brasfield, siendo él nueve años más joven, en 1919. Ella era la actriz principal en el espectáculo de la carpa W. I. Swain.

## Carrera juntos
Comenzando a mediados de las década de 1920, los Brasfields se presentaron con (Jess) de los Comediantes de Bisbee, una compañía de carpa popular con sede en Memphis, Tennessee, que formaba parte de los Espectáculos Dramáticos de Bisbee. Boob interpretó un papel en "Toby" un personaje de campo, fue conocido como el Rey de Tobys por sus rápidas improvisaciones y sus expresiones faciales tan cómicas. Brasfield era el mejor pagado de la compañía de Bisbee; escribió, dirigió y apareció en la mayoría de sus obras. Su hermano menor, el comediante Rod Brasfield, se unió a él y juntos se presentaron, siendo Rod el hombre recto de Boob.
En 1933, después de que una carpa cayera en Lewisburg, Kentucky, donde él era el presentador, Brasfield organizó un grupo para su compañía, los actores del siglo. Se establecieron en Centerville, Tennessee durante el invierno de 1933-34 y se presentaron en las escuelas de las ciudades cercanas incluyendo Little Lot, Bon Aqua y Hohenwald. Por las noches en Centerville de donde era Minnie Pearl. Boob era dueño de una compañía, desde 1939-42 actuaron en el Teatro Gadsden Theatre en Gadsden, Alabama.

### Tío Cyp yTía Sap
Brasfield adoptó el personaje del Tío Cyprus, acortado a Cyp, comenzó a aparecer en programas de radio junto a su hermano Rod a mediados de los años 40. Neva se convirtió en su compañera apareciendo con mayor frecuencia como la Tía Sap. Los personajes fueron creados por Rod y sus rutinas de residentes ficticios en su ciudad adoptiva Hohenwald, Tennessee. Cyp y Sap eran una pareja mayor, casada y que constantemente se burlaban de asuntos cotidianos, siendo Cyp un esposo mandilón. Continuaron recorriendo el país durante la década de 1940, haciendo espectáculos en carpas y espectáculos cortos. Boob también escribió Grand Ole Opry actos para Rod y Minnie Pearl, entre otros. A principios de los años 50, decidieron retirarse en su rancho, llamado Rancho Pocito en el Vale del Río Grande cerca de Edinburg, Texas. Ambos fueron coronados de Kentucky, un título de gran honor otorgado por el governador del estado.
En 1955, Red Foley un viejo amigo, los convenció de volver al negocio de los espectáculos en la  ABC-TV's Ozark Jubilee en Springfield, Misuri. Se convirtieron en el pilar de los pocos artistas con una carrera tan larga. La pareja a menudo aparecía en "Turquía en la paja", por lo general realizaban actos cortos de comedia, teniendo algunas veces invitados en sus programas. El tío Cyp actuó en solitario; o con Foley, Bill Ring, el presentador Joe Slattery e incluso Brenda Lee. Tuvieron una hija llamada Bonnie Inez Brasfield, quien ocasionalmente aparecía en sus rutinas. Rod también apareció en el programa con Cyp en 1957. Boob apareció en otros programas de televisión, incluido El programa de Ed Sullivan en 1956.
En enero de 1958, reportaron que los Brasfield y ROd habían comenzado el rodaje de 52 programas de comedia de quince minutos para la distribución sindicalizada.  Durante el verano de 1958, la pareja viajó con los Comediantes de Bisbee en Kentucky y Tennessee, volaron a Springfield en varios sábados para aparecer en el Jubilee. El 29 de agosto de 1959, el tío Cyp fue el anfitrión del espectáculo;  y en octubre de 1959, Boob sufrió lesiones menores debido a una caída tras bambalinas durante su presentación en Cotton Bowl junto a Foley y el equipo de Jubilee en la feria estatal de Texas.
Después de que Jubilee fuera cancelado en 1960, los Brasfields en un nuevo espectáculo, Five Star Jubilee, en 1961; y Boob viajó con Foley a través 22 estados durante ese verano.  La pareja se retiró del negocio de los especáaculos por última vez y regresaron a Texas. El tío Cyp apareció en 1963 en Decca LP, The Red Foley Show (DL-4341).

### Fallecimientos
Boob Brasfield murió en Raymondville, Texas el 9 de setiembre de 1966 a la edad de 68 años por cáncer de pulmón; su viuda Neva, murió el 19 de marzo de 1980 en Raymondville a los 91 años. Fueron sepultados juntos en el cementerio de Raymondville..